# Copal
El copal (del nàhuatl copalli, 'resina' o 'encens') és el nom que reben diverses resines aromàtiques vegetals; la més comuna i coneguda prové dels arbres de la família Burseraceae: Bursera aloexylon, B. graveolens, B. jorullensis i Protium copal. El copal és un element molt important en la tradició mèdica i religiosa de Mesoamèrica des de l'època ameríndia, perquè el fum que desprén en cremar-se s'usava com a ofrena a les deïtats i com a teràpia per a diferents mals físics i espirituals. Encara en l'actualitat aquests usos són comuns en la medicina tradicional indígena.
El terme copal descriu substàncies resinosas en una etapa intermèdia de polimerització i enduriment entre resines i ambre.

## Història

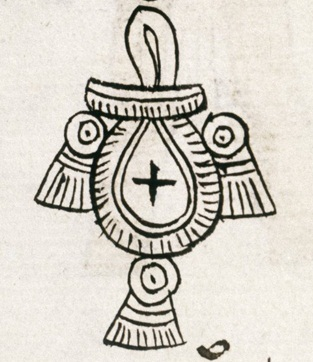
Representació d'una bossa de copal en el Còdex Mendoza (foli 23v). Aquest glif era símbol del sacerdoci asteca i representava el número 8.000

En l'època ameríndia, entre els mexiques o asteques se li coneixia com a copalquáhuitl: 'arbre de copal', i la resina extreta copalli: 'encens'. Pel seu ús religiós era conegut com a iztacteteo, això és, 'déu blanc', pel color del fum que treia. Bernardino de Sahagún en la Història general de les coses de la Nova Espanya descriu com la goma de copal era usada de manera ritual pels habitants de la capital asteca, que la cremaven en ofrena als déus:
| «                                                              | «En l'ofrena de l'encens o copal usaven aquests mexicans, i tots els de Nova Espanya, una goma blanca que denominen copalli —que també ara s'usa molt— per encensar els déus. No usen l'encens, tot i que n'hi ha en aquesta terra. Aquest encens o copal l'usaven els sàtrapes al temple i tota l'altra gent a sa casa[...].» | » |
| — Història general de les coses de la Nova Espanya. Llibre II. | |   |

Durant el s. XVI Francisco Hernández, protometge i historiador de Felip II identificà aquesta planta i assegurà que aquest vocable s'utilitzava per a designar qualsevol gènere de goma:
| « | «Anomenem copalqualiuitl un arbre les fulles del qual són en forma i grandària de les de l'alzina, tot i que més llargues; el fruit n'és redó i rogenc; té el mateix sabor de la goma, i del mateix arbre es destil·la, la qual a voltes destil·la sola; se'n trau ferint l'arbre; s'anomena pel seu propi i particular nom copal, tot i que aquesta paraula per als indis sol significar qualsevol gènere de goma, i així s'anomena aquest arbre copalquahuitl, com si diguérem arbre que té goma de copal [...].» | » |
| — Quatre llibres de la natura i virtuts de les plantes i animals que estan rebuts en ús de medicina a la Nova Espanya. Llibre I, 2a. Cap. 1 | |   |

En els registres dels cronistes espanyols, es consigna l'ús cerimonial del copal com a ofrena als déus en el culte oficial i en els cultes personals del poble pla; s'usava en la màgia en conjurs de protecció i en celebracions civils. Es trobava relacionat sobretot amb els simbolismes de la fertilitat, l'aigua i la pluja, per la qual cosa estava vinculat al déu Tlàloc, que sosté una bossa de copal en algunes representacions i se l'invocava com a "senyor del copal, senyor de l'encens."
| «                                                                                         | «Tenia [Tlàloc] a la mà esquerra una bossa de cuir plena sempre de copal, que és un encens que nosaltres denominem anime [...].» (sic) | » |
| — Fra Diego Durán. Història de les Índies de Nova Espanya i illes de Terra Ferma. LXXXVI. | |   |

Per cremar-lo cerimonialment, els asteques usaven perfumadors en forma de grans culleres, anomenats en nàhuatl tlémaitl, que significa 'mans de foc', que s'han trobat com a part d'ofrenes en construccions ameríndies sota la ciutat de Mèxic. En algunes, l'estudi paleobotànic ha identificat que el copal utilitzat pels asteques era, principalment, provinent de l'espècie Bursera bipinnata, anomenat pels asteques copalquáhuitl pitzauac, que es cremava amb altres plantes com el yauhtli (Tagetes lucida), ocote (Pinus ayacahuite) i oyamel (Abies religiosa), entre d'altres.
S'han trobat també objectes al temple Major consistents en figures antropomorfes realitzades en copal, així com diverses esferes, cilindres i cons fets amb aquest material.
L'ús del copal també tingué àmplia difusió entre la cultura maia, en què es coneixia amb el nom de pom (també escrit poom), tot i que també hi ha registres de l'ús del nàhuatl copal a la zona d'influència maia. Aquesta resina també constituïa un important element de la religiositat d'aquell poble, com es demostra en les troballes de figures fetes en aquest material en la gran ofrena del cenote sagrat de Chichén Itzá; era una de les substàncies que, juntament amb el cinabri, formaven el característic pigment funerari de la Reina Vermella de Palenque, mentre que en el Chilam Balam de Chumayel, el copal és anomenat cervell del cel.

## Ús en la medicina tradicional
El copal és usat des de les èpoques prèvies a la invasió per al tractament de diversos patiments. Ja Francisco Hernández reportava l'ús del copal per a la cura del mal de cap i «per a totes les malalties que naixen de causa freda i humida», conforme a la teoria dels humors imperant a Europa en aquella època.
Encara en èpoques modernes el seu ús terapèutic està registrat entre comunitats indígenes contemporànies, que empren diferents copals per a patiments tals com el mal de panxa, de queixal, escanyament de l'úter, cremades, febre i problemes respiratoris.
L'ús més estés n'és per a les anomenades malalties culturals, que formen part de la cosmogonia dels pobles mesoamericans: l'esglai, el mal aire i els mals causats per bruixeria o influxos espirituals nocius, la curació dels quals inclou l'ús del copal cremat en perfurmadors i passats pel cos del malalt.

## Identificació
El copal és la resina aromàtica provinent de diferents arbres endèmics de Mèxic i d'algunes altres zones d'Amèrica. El gènere d'arbres més utilitzat per a aquesta extracció és el Bursera, planta fanerògama amb prop de 100 varietats. Les més utilitzades són:
- Bursera bipinnata. Copal blanc.
- Bursera copallifera. Copal sant.
- Bursera coyucensis. Copal.
- Bursera linanoe. Linanoe.[17]

## Obtenció
La tècnica per extraure la resina varia segons el producte que es desitge obtenir. Per exemple, l'anomenat copal de pedra o goma es recull de l'escorça de l'arbre. En canvi, el copal blanc o sant s'extrau de manera molt semblant a com es fa amb el cautxú i el xiclet: amb talls diagonals al llarg del tronc o branca de l'arbre, de manera que en caiga, i se sol replegar en una penca d'atzavara col·locada sota la darrera incisió.
Els antics maies utilitzaven el copal en les cerimònies religioses, i l'obtenien de l'arbre Protium copal, també conegut com a Elaphrium copal.
S'utilitza suposadament per netejar i purificar les energies d'un lloc i de les persones que l'utilitzen.
Per diluir-ne la resina, s'usa l'essència de trementina (destil·lació del bàlsam de pi), nou o adormidera.